# XI Concílio de Toledo
Concílio de bispos do reino dos visigodos celebrado em Toledo em 675, iniciado a 7 de novembro na Igreja de Santa María. Assistiram dezassete bispos pessoalmente e outros dois representados por seus diáconos, além de cinco abades.
No concílio trataram-se temas essencialmente religiosos, opinando-se sobre reformas na disciplina eclesiástica, e dispondo a celebração anual de um sínodo na província Cartaginense, igual ao que se devia fazer nas outras províncias; para o caso de incumprimento estabeleceu-se que os bispos da província (referindo-se aos da Cartaginense) seriam excomungados durante um ano, salvo se tivessem uma proibição real; os sínodos deveriam celebrar-se por ordem do rei e na data fixada por este de acordo com o bispo metropolitano. Unificou-se o canto de salmos em todas as províncias e ditaram-se sanções para os bispos que tivessem relações com mulheres da nobreza palatina. 
Uma vez mais tratou-se o tema da simonia, que não se tinha podido controlar: o bispo, ao ser consagrado, deveria prestar juramento de que não tinha pago nem prometido pagar para aceder ao cargo; se não o jurava não podia ser consagrado; o culpado de simonia seria exilado e excomungado durante dois anos, mas ao termo deles seria restituído à sua sede (castigo mais leve que o antes vigente, talvez porque a simonia estivesse em retrocesso). Deu-se conta de alguns casos nos que um bispo se tinha tomado a justiça por sua mão e se tinha apoderado de propriedades que não lhe correspondiam (régias ou privadas) chegando-se inclusive a casos de assassinato ordenado por bispos aos seus subordinados. Para aqueles que se tivessem apropriado de bens imóveis e possuíssem propriedades privadas estabeleceu-se uma compensação para as vítimas segundo a lei civil (pagando mediante as propriedades privadas) e excomunhão por duas semanas; para os que não possuíam bens, evitando que usassem os da Igreja, estabeleceram-se sanções segundo a quantia: mais dias de penitência quanto maior fosse esta. Excluía-se expressamente o aplicativo para os bispos da pena prevista no código vigente, que previa que aquele que não pudesse pagar as multas impostas passava a escravo do ofendido ou prejudicado. 
O concílio também tratou o tema dos bispos que tinham seduzido a viúvas, filhas, sobrinhas e outros parentes dos magnatas, os quais seriam destituídos, exilados e excomungados até alguns dias antes de morrer. A mesma pena aplicar-se-ia aos bispos culpados de assassinato ou de causar danos com premeditação aos nobres palatinos ou às mulheres da alta nobreza. Em caso de lesões graves à nobreza submeter-se-lhes-ia a Lei de Talião, ou seriam convertidos em escravos. O concílio tratou o tema dos bispos que se valiam do cargo para vinganças pessoais por ódio ou inveja, infligindo a seus inimigos castigos severos que às vezes lhes causavam a morte sob o pretexto de lhes imporem penas espirituais; dispôs-se por isso que quando alguém tivesse que ser castigado com penas graves que pusessem em perigo a vida, deveria fazer-se publicamente ou ao menos em presença de outros dois ou três clérigos. O concilio recordou a bispos e sacerdotes que o clero não devia derramar sangue e por tanto não podiam matar nem mutilar, nem ordenar a outro que o fizesse, norma dirigida tanto aos homens livres como aos escravos.